# Hellmuth Hron
Hellmuth Hron (* 15. September 1933 in Budapest; † 23. Oktober 2002 in Wien) war ein österreichischer Schauspieler.

## Biografie
Hellmuth Hron wurde in Budapest als Sohn österreichischer Eltern geboren. Als er noch im jugendlichen Alter war, übersiedelten seine Eltern mit ihm nach Wien. Er begann zunächst eine kaufmännische Lehre in einer Eisenwarenhandlung, aber schon bald entwickelte sich bei ihm der immer stärker werdende Wunsch, Schauspieler zu werden, und er nahm privaten Schauspielunterricht bei Dorothea Neff.
Erste Engagements im Theater Experiment, Theater der Courage, Ateliertheater, Theater der Jugend, Volkstheater, Burgtheater. Es folgten fünf Jahre Kleine Komödie, wo er zahlreiche Hauptrollen in Boulevardstücken spielte, diverse Deutschlandtourneen, ein Jahr in Zürich, drei Jahre im Kabarett Simpl. 
1970 gastierte er gemeinsam mit dem Ensemble des Theaters der Courage unter der Leitung von Stella Kadmon mit dem Scherenschnitt von Paul Pörtner in Israel.
1972 nahm er teil an der Tournee mit dem Wiener Tourneetheater mit der Aufführung von Andorra von Max Frisch durch Deutschland und in die Niederlande. Seit 1973 spielte er immer wieder im Theater in der Josefstadt und in den Kammerspielen, und ab der Saison 1991/92 war Hellmuth Hron Ensemblemitglied im Theater in der Josefstadt.
Er wurde am Heiligenstädter Friedhof (N-TU-7) bestattet.

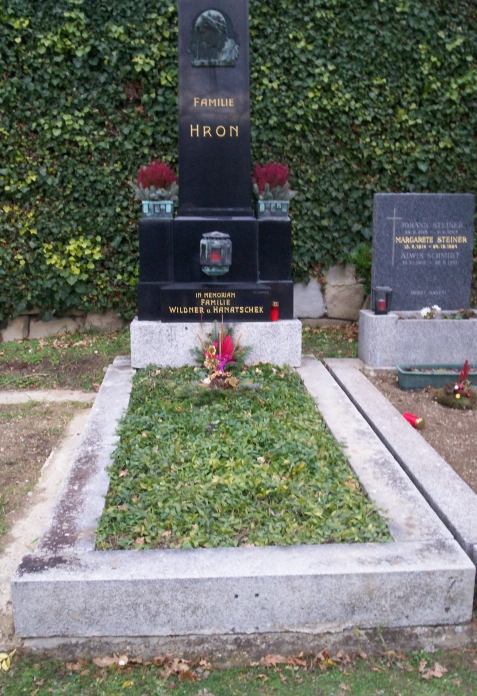
Grabstätte von Hellmuth Hron

## Filmografie
Als Schauspieler wirkte Hellmuth Hron in folgenden Filmproduktionen mit:
- 1970: Alkeste - Die Bedeutung, Protektion zu haben
- 1985: Beethovens Neffe
- 1994: Eine Dicke mit Taille
- 1995: Michelle - (1995)

und ferner in folgenden TV-Produktionen:
- 1963: Charleys Tante
- 1967: Fentons völlig verrückte Erfindung
- 1968: Der Kaufmann von Venedig
- 1969: Kasperl am elektrischen Stuhl
- 1970: Der Feldherrnhügel
- 1970: Das weite Land
- 1970: Das Traumauto Nr. 5
- 1970: Das Protokoll, Halali, Die Glocke
- 1971: Der Hauptmann
- 1971: Omer Pascha
- 1972: Die Abenteuer des braven Soldaten Schwejk
- 1981: Ringstraßenpalais
- 1987: Mozart und Meisel - Ein heißer Tag